# Hraběnka de Charny
Hraběnka de Charny (1852–1855), La Comtesse de Charny) je dobrodružný historický román francouzského spisovatele Alexandra Dumase staršího. Jde o čtvrtou závěrečnou část autorova románového cyklu Paměti lékařovy (Mémoires d'un médecin), ve kterém je zachycena příprava a počáteční průběh Velké francouzské revoluce v letech 1770 až 1793. Na rozdíl od ostatních částí cyklu nespolupracoval na tomto románu Auguste Maquet, protože mezí ním a Dumasem začalo docházet ke sporům.

## Obsah románu

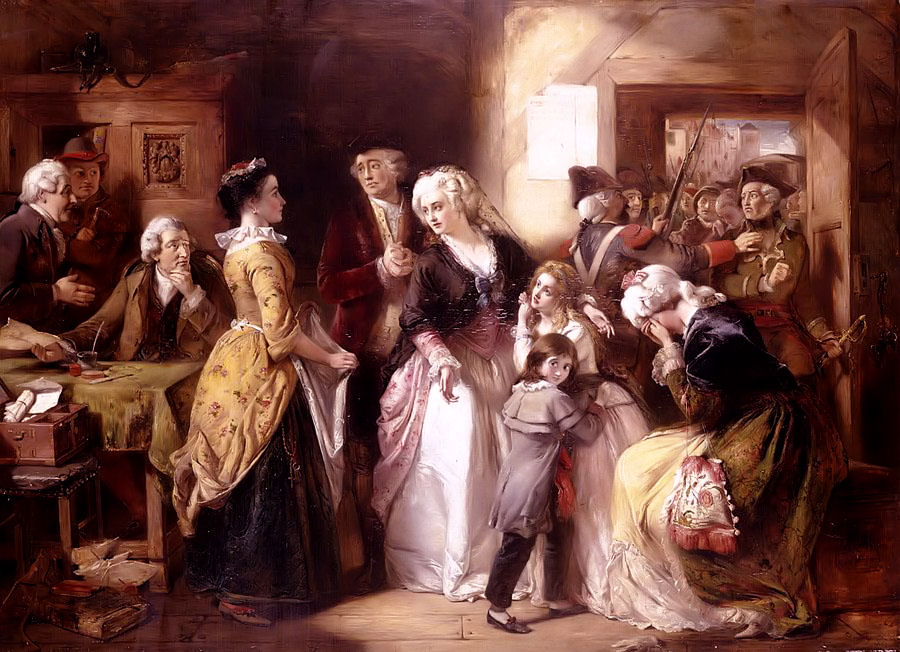
Zatčení královské rodiny ve Varennes

V tomto románě líčí autor nešťastný osud krále Ludvíka XVI., jeho ženy Marie Antoinetty a jejich přívrženců v letech 1791 až 1793. Poslanec a předseda Národního shromáždění Mirabeau chce královské rodině pomoci, náhle však umírá. Před smrtí pošle královně lístek ze vzkazem „Prchněte“. Král pověří Oliviera de Charny, aby útěk zařídil.
Mezi ty, kteří chtějí zničit monarchii, patří i sedlák Billot, který spolupracuje s Cagliostrem, jenž se po Paříži pohybuje v masce janovského bankéře. Billotova dcera Kateřina se však i nadále schází s Isidorem de Charny, prchá s ním do Paříže a má s ním dítě.

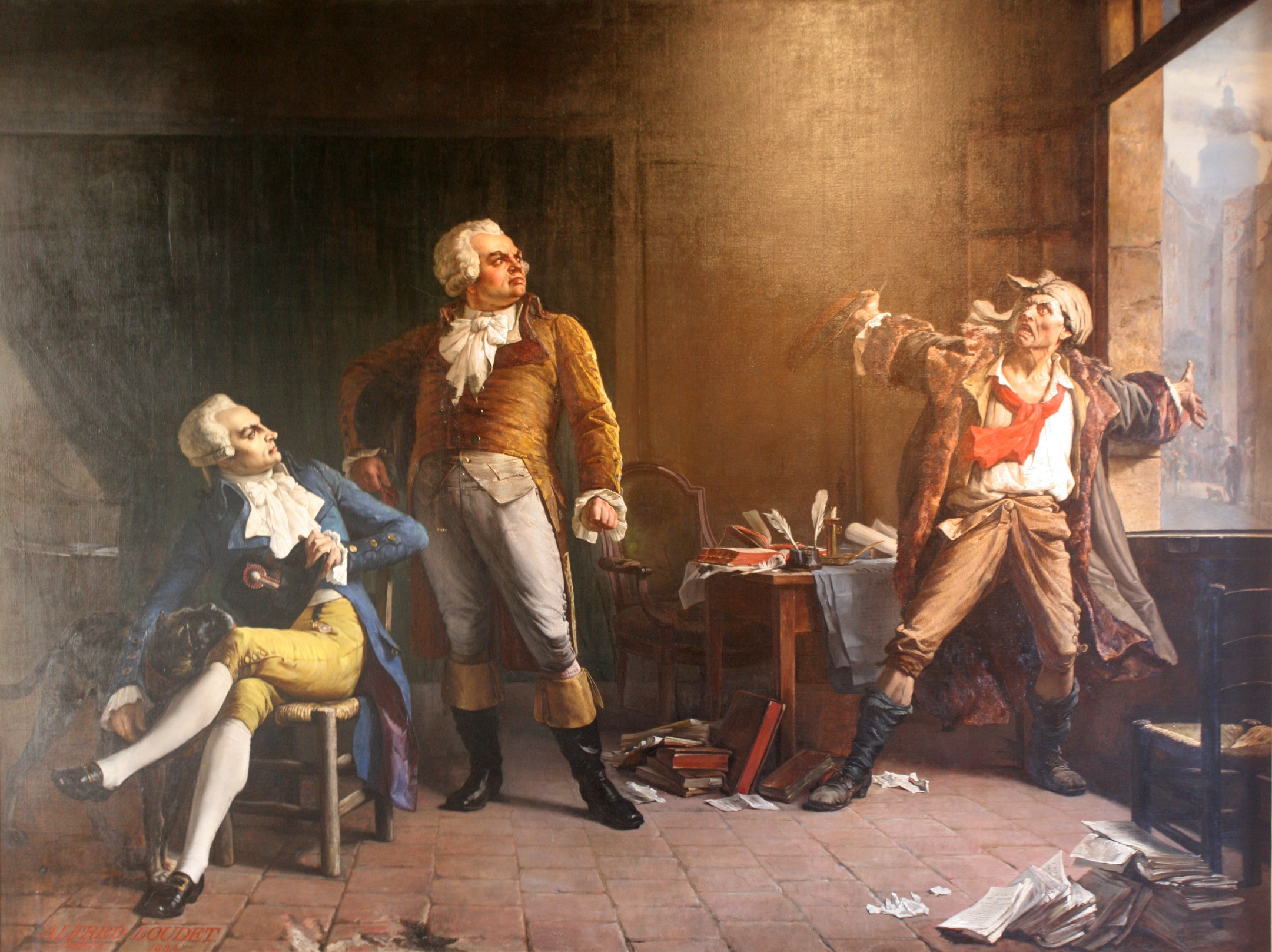
Robespierre, Danton a Marat

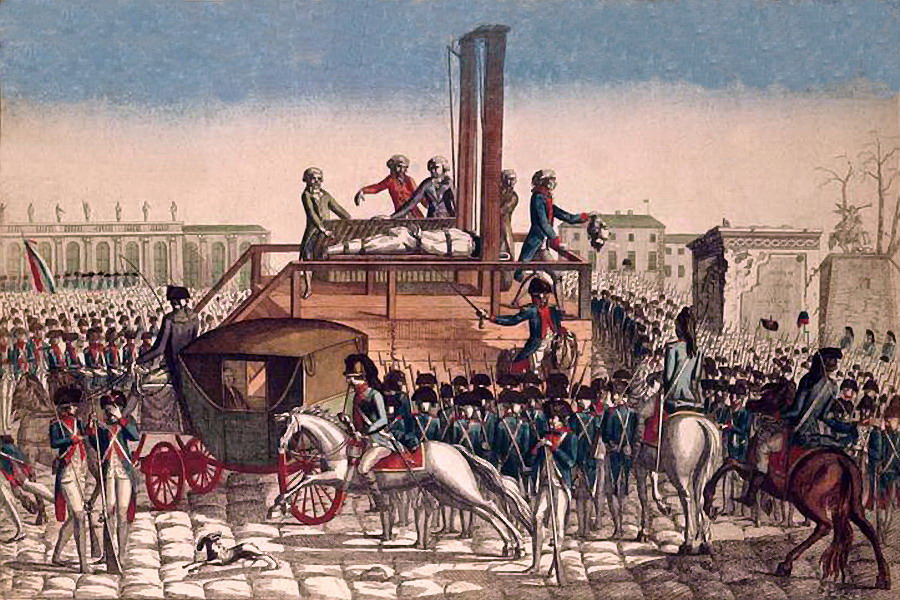
Poprava Ludvíka XVI.

Královská rodina prchá z Francie a dostane se až k městečku Varennes-en-Argonne, poblíž německých hranic, zde je však její útěk odhalen. Olivier de Charny se svým bratrem Isidorem do posledního dechu brání královskou rodinu při jejím útěku a Isidor je přitom zabit. Král je se svou rodinou odvezen zpět do Paříže a prohlášen za vlastizrádce. Na scéně se objevují republikáni pod vedením Robespierra a Dantona, kteří chtějí zrušit monarchii.
Olivier de Charny se vrací s králem do Paříže a uvědomí si, že již nemiluje královnu, ale svou ženu Andrée. Jede za ní a prosí ji o odpuštění. Chce se také postarat o Kateřinu a jejího syna. Je však v srpnu roku 1792 zabit při útoku rozvášněného davu, podporovaného republikány, na královské sídlo v Tuileriích. Král je s rodinou internován v pařížském Templu.
Andrée se s pomocí Ange Pitoua podaří získat Olivierovo tělo a pohřbí jej do rodinné hrobky. Když je pak s ostatními šlechtici zatčena, Gilbert zařídí, aby nebyla odsouzena. Andrée však již nechce bez manžela žít, zavolá „Ať žije král“ a je davem ubita. Gilbert ji nechá pohřbít vedle Oliviera a pak na radu Cagliostra, který předvídá Hrůzovládu, odjíždí se synem a s Billotem do Ameriky. Ange Pitou si vezme Kateřinu za ženu.
Je vyhlášena republika, Ludvík XVI. je sesazen z trůnu a po procesu 21. ledna roku 1793 veřejně sťat gilotinou na Náměstí Revoluce. Jeho statečnost v posledních chvílích před popravou mu vynesla úctu mnoha současníků. Cagliostrovo dílo zkázy tak bylo dokončeno.

## Filmové adaptace
- La Comtesse de Charny (1989, Hraběnka de Charny), francouzský televizní seriál, režie Marion Sarraut.

## Česká vydání
- Hraběnka de Charny I.-VI., Josef R. Vilímek, Praha 1913, přeložila Emma Horká, znovu 1924–1925, 1930 a 1937–1938.
- Hraběnka de Charny I.-VI., Vladimír Orel, Praha 1929–1930, přeložil Bedřich Vaníček.
- Hraběnka de Charny I.-VI., Hennig Franzen, Praha 1930, přeložil Karel Čvančara a Jan Razil.
- Hraběnka de Charny I.-VI., Alois Neubert, Praha 1932–1933, přeložil Josef Janský.
- Hraběnka de Charny I.-II., Svoboda, Praha 1972, přeložil Ladislav Jehlička, vydání obsahuje pouze první dvě třetiny románu, zbytek vyšel jako první díl románu Rytíř de Maison-Rouge roku 1973.